# チビラくん
『チビラくん』は1970年（昭和45年）3月30日から1971年（昭和46年）9月25日まで、日本テレビ系列で、一週間分（6回）を1話とする帯番組形式で全78話（全468回）が放送された。円谷プロダクション製作の特撮コメディドラマ、およびその主人公の名称。
放送時間は、本放送が月曜から土曜の8時5分 - 8時20分で、同日の17時30分 - 17時を45分に再放送が行われた。

## 概要
カイジュウ星という惑星にある快獣町に住むハッタル家のチビラくんとその家族、発明家の父・パパゴン、料理好きで教育ママの母・ママゴン、ペットのポチポチと、ゴルバ家のゴルバとガキンコ父子が起こすドタバタを描いた作品。
全体的には、ハッタル家とゴルバ家の生活観や価値観の違いによる対立の話や、パパゴンが発明したトラベルマシンからの訪問者が快獣町で一騒動を起こすといった話がコメディ色豊かに描かれている。
物語の手詰まりを防ぐため、第34話からは元は快獣町の住人であったが100年間の旅を終えて快獣ランドに帰って来たプカロがレギュラーに加わる。また第51話以降は完成したトラベル・マシンに乗った旅先でチビラたちが事件に巻き込まれるといった話が中心となり、通常は砧公園など円谷プロの近辺が多かったが、大分や宮崎、北海道などの遠隔地でのロケも行われた。
専門チャンネルでは2002年4月から2003年10月にかけてファミリー劇場にて第26話まで、2007年3月から2008年9月までチャンネルNECOの「円谷特撮アワー」枠にて全話の再放送が行われた。
円谷テレビ特撮作品であるが、これまで一切DVDなどのソフト化はされていない作品である｡

## 登場キャラクター

### ハッタル家
チビラくん
声：雷門ケン坊 / 演：加瀬武、石田克己、川原田健司
ハッタル家の長男でこの物語の主人公であるカイジュウ（快獣）の少年。好奇心が強く、勉強よりも遊ぶことが大好き。優しい性格で、周囲からは好かれている。好き嫌いがはっきりしている。何にでも興味を示し、それが災いして事件にまきこまれることが多い。
- チビラの声を担当した雷門は当時14歳であり、声質は変声期特有のものであった。

パパゴン
声：村越伊知郎 / 演：高橋香
チビラくんの父親。快獣町の発明家で、研究熱心で、約1年間かけてトラベルマシンの完成に精力を注いだ。たまに会話に敬語が交じる。ハッタル家にある便利な家庭用品のほとんどがパパゴンの発明品らしい。円満な性格で、チビラには甘い。

ママゴン
声：藤波京子 / 演：入江幸江
チビラの母親でスパルタであることから教育ママゴンと呼ばれる。お世辞にも美人とは言えない。また、罵倒語を多用したり、ゴルバやプカロ（後述）をおとしめるために、プカロの弟子怪傑三角ずきんの偽物に扮して何気に悪事を働くなど、思い込みが強く、デリカシーに欠けている。チビラをパパゴンのような立派な快獣に育てるべく奮起している。見た目や生い立ちだけで人物を判断することが多い。ゴルバやプカロに対しては異常なほどに敵対心を燃やすことがある。それらが災いして誤解を招くことが多い。

ポチポチ
声：滝口順平 / 演：山村哲夫、馬場信浩
ハッタル家のペットのような立場で、チビラの相棒。腹の袋にはいろいろな小道具を隠し持っている。「ヘコタン、ヘコタン」と鳴き、「チホチホチホ」と笑う。唯一ポジティブなキャラであり、口が軽く、またこうだと信じたことに対してまっすぐなところがあり、それらが災いして事件をさらにややこしくしてしまうことがある。たびたび家出を繰り返してはゴルバ家にやっかいになることがある。酒呑みでもある。

学習鳥
声：兼本新吾
チビラの部屋の壁に設置されている鳥の頭を模した教育用ロボット。オープニングでは「学習器」と記載されている。ホワイトボードに問題を出し、間違えるとパンチが飛んでくる。勉強を嫌うチビラにイタズラをされることが多い。

### ゴルバ家
ゴルバ
声：熊倉一雄 / 演：平野稔
高貴な貴族であるゴルバ＝フォン・メジラバッハ・スタリンコチャン・アクラズルメ家の末裔。妻・オクに先立たれている。変身能力があり、前述の長い名前の掛け声とともに変身する。なお、長い名前は単にスタリンコチャン・アクラズルメと略されることがあり、ゴルバの祖父ババヤンや、一時的に一家の仲間入りになったポチポチがそう名乗っている（例：スタリンコチャン・アクラズルメ・ババヤン）。強い自尊心を持つトラブルメーカー。近代的な生活よりも自然な生活を好む傾向があり、自家製農園で野菜を育てている。ガキンコに対しても立派な跡継になってもらおうと思っている。もともと家来であったハッタル家が今では自分よりも裕福であることを憎んでおり、時折大人気ないイタズラを仕掛ける。ママゴンに気がある。

ガキンコ
声：水森亜土（～第8話）、高橋和枝（第9話～） / 演：水野英久、水野孝久
ゴルバの長男でチビラやポチポチの遊び友達。子どもの割に思考が大人びている。ゴルバのことを「お父上」と呼ぶ。ゴルバのすることに内心しょっちゅう呆れているため、彼のことを尊敬はしていないが、彼の立場が危うくなったり、病気になった時には心から心配するなど、父親想い。ハッタル家の生活にひそかに憧れを持っている。

オク
声：高橋和枝（第60話）、二階堂有希子（第64話）
ガキンコの母親であり、ゴルバの亡き妻。普段はゴルバ邸にある鏡の中に潜んでいる。声は全く出さないものの、状況によって喜怒哀楽を生前同様に表している。第60話のチビラが考えた物語の中ではセリフがある。
- ブースカの着ぐるみに婦人服を着せた姿。また第60話では声もブースカと同じく高橋が演じている。

### その他
ドロン
声：高橋和枝
地獄の住人らしい。ポチポチを好んでおり、その姿も彼にしか見せない。そのため彼の妄想扱いをされている。初期はいきなりポチポチの前に現れてそのまま何もしないことが多かったが、後期は魔法を使ってハッタル家やゴルバ家を困らせることがしばしばあった。また、45話で声のみ存在をわかってもらえたが、次回の46話で再びポチポチの妄想扱いされるなど、設定に食い違いかつ、理不尽さが見られる。

プカロ
声：和田啓（第34話～）
「何じゃぁ」が口癖のため「ナンジャーさん」とも呼ばれる。極めて倫理的で、この物語一の良識人。もともと快獣町で廃品回収業をやっていたが、宇宙に旅に出ていろいろなことを学び、100年ぶりに快獣町に戻ってきた。チビラやガキンコには本当のおじいさんのように慕われている。ガキンコ曰く、「僕ら子どもの味方」。当初は大人の快獣たちにはあまり好かれていなかった。頭にコンピューターのようなものがあってIQも高く、パパゴンのトラベルマシンの完成に助言したこともある。

ユミ
演：山岸里佳（声 桂玲子（第1話 - 第5話））　
序章に登場。パパゴンのトラベルマシンの実験によって快獣町に転送された。地球人の女の子でまだ幼児。幼くもおませな性格。ポチポチのことを自分の飼っている犬「ペロ」と思ってなつく。1ヶ月後、地球に帰ることができた。
当初本作品は人間の女の子にチビラたちが振り回されるという『快獣ブースカ』とは逆のパターンのストーリーの骨格だった。しかし、カイジュウだらけの街でたった一人の人間という着想をストーリーのなかに活かすことができずにユミちゃんは5話でもとの世界に帰ってしまうことになった。
その後は、第7話ではチビラの回想に登場したり、第6話、第29話では会話の中に登場する。

## ゲスト
一部の回のクレジットにキャスト誤植がある。
- お星さま：声 平井道子（第7話）
- ピッピー：声 坂井すみ江（第10話）
- トンガリ：声 千葉順二、スーツアクター 中島春雄[11]（第11話）
- ヘチャムクレ：声 矢田稔（第11話）
- ケンカ星ボス；声 緑準子（第11話）
- ワルサー星人[注釈 2]：声 兼本新吾
- 動物たち：声 森功至、渡辺和子、栗葉子、白川澄子、園田昌子、杉彌生（第14話）
- ゲバゴロー：声 山本廉[注釈 3]、スーツアクター 中島春雄[11]（第15話）
- カミナリ：水野孝久、声 白川澄子（第17話、第41話）
- ルナ姫：江原かずみ 声 桂玲子（第18話）
- ドナール：中山豊（第19話）
- ドナールのボス；声 白石冬美（第19話）
- サクラ姫；声 藤波京子（第20話）
- デバラ（海賊のボス）：声 今西正男（第20話）
- ヤダン（海賊の子分）：声 和久井節緒（第20話）
- 動物たち：声 森和子（第20話）
- ミミー；広城さよ（第21話）
- ペラペラ；中山豊（第23話）
- ハレハレ；声 白石冬美（第24話）
- 雪娘：山下祥子、声 渡辺知子（第29話）
- 雪娘の母：声 島木綿子（第29話）
- ゴルバ家の御先祖様：声 兼本新吾（第30話）
- ハッタリー：声 村越伊知郎（第30話）
- ホネホネ：計良光範、声 矢田稔（第31話）
- ペコリ：末吉敏男、声 和田啓（第31話）
- ネコロンダー王国兵士：声 富山敬、森功至（第31話）
- 魔女：大出泉 声 渡辺知子（第32話）
- テレビの男女：声 兼本新吾、高橋和枝（第33話）
- ゲゲボボ[注釈 4]：声 富山敬（第38話）
- イカルス[注釈 5]（第40話）
- ウー（第40話）
- バルタン（第40話）
- 雷の子：声 白川澄子（第41話）
- お天気相談所：声 布施町子（第41話、第57話）
- 電話：声 兼本新吾（第44話）
- ババヤン：声 辻村真人（第49話）、梶哲也（第67話）
- 郵便屋[注釈 6]：声 兼本新吾（第49話）
- 体操の先生[注釈 7]：声 桂玲子（第49話）
- 刑事：平野稔（第50話）
- 警官：高橋香（第50話）
- 店員：山村哲夫（第50話）
- 飼育係：入江幸江（第50話）
- 子どもたち：和気ますみ、山崎由美、水野英久、安藤宗二（第50話）
- 忍術和尚：八合昇（第50話）
- 坊主：高橋香（第50話）
- メチャラ[注釈 8]：声 槐柳二[注釈 9]（第53話）
- シヘラ：声 白石冬美（第54話）
- 盗賊ゴルバ：兼本新吾（第54話）
- 盗賊：田中賤男、雨森雅司[注釈 10]（第54話）
- おばけ星の怪物 - ペギラ、アギラなど。（第56話）
- 石化け：声 滝口順平[注釈 11]（第56話）
- シャレコウベの妖怪：声 兼本新吾（第56話）
- ユキンボ：声 栗葉子（第57話）
- 天使パコ：声 桂玲子（第59話）
- 天使ピコ：声 山田薫（第59話）
- 天使ポコ：声 青木真澄（第59話）
- 女（子狸の変身）：渡辺彗子（第60話）
- 子狸：声 渡辺知子（第60話）
- スチュアーデス：島田潤子（第62話）
- アンドロ：山崎乃里子（第63話）
- 美女：二階堂有希子[注釈 12]（第65話）
- ガイ骨：声 兼本新吾（第65話）
- 男：森功至（第65話）
- 春野花子：大井小町、声 松金よね子（第66話）
- レインボーちゃん：ヴァンス愛子、声 桂玲子（第68話）
- 怪獣神ガーオ：声 納谷悟郎（第71話）
- 狸殿下：声 丸山裕子（第73話）
- 狸姫：声 菊池紘子（第73話）
- 大怪獣[注釈 13]：声 栗葉子（第74話）
- アギラ：声 兼本新吾（第75話～第76話）
- エレキング：（第75話～第76話）
- シルエットの声：兼本新吾、和田啓（第78話）

## スタッフ
- 監修：円谷英二
- プロデューサー：森田義一 (NTV) 、円谷粲
- 監督：鈴木俊継、谷清次、安藤達己、大木淳、満田カズホ、東條昭平、木俣和夫 ほか
- 脚本：藤川桂介、上原正三、若槻文三、安藤豊弘、浪江志摩 ほか
- 撮影：中町武、佐川和夫
- 照明：山木健
- 美術：本田清方
- 編集：柳川義博
- 効果：片岡陽三
- 助監督：吉村善之、小柳孟仙
- 制作主任：小久保輝吉
- 音楽：渋谷毅、広瀬健次郎、宮内國郎、平野桂三
- タイトルアニメーション：杉山卓
- 録音：セントラル録音
- 現像：東京現像所
- 協力：よみうりランド
- 制作：円谷プロダクション、日本テレビ
- スーツアクター：高橋香、平野稔、入江幸江、山村哲夫、加瀬武、水野孝久、坂下信輔 ほか

## 主題歌
- 『チビラくん』
  - 歌：天地総子[注釈 14] / 作詞：山上路夫 / 作曲：渋谷毅
  - キングレコードから発売。

## 挿入歌
- 『ゴルバのうた』
  - 歌：熊倉一雄 / 作詞：山上路夫 / 作曲：渋谷毅
- 『ガキンコガキ大将』
  - 歌：高橋和枝 / 作詞：藤川桂介 / 作曲：広瀬健次郎
- 『ポチポチの歌』
  - 歌：滝口順平 / 作詞：藤川桂介 / 作曲：広瀬健次郎

## 製作
円谷粲の初のプロデュース作品である。当時の円谷プロは作品数が減少していたため、粲は番組営業のため日本テレビを日参し、『快獣ブースカ』のプロデューサーであった永井陽三の紹介で、日本テレビ社会教養部に在籍していた森田義一に本作品の企画を提出した。粲の父である円谷英二も企画に助言していたが、放送開始前に死去した。
製作背景として子供たちの間で両親を「ママゴン」や「パパゴン」と呼ぶ風潮を挙げている。また未就学児童から小学校低学年の視聴を強く意識しており、親子で楽しめる良質な絵本のような作品とすることが心掛けられた。キャラクターデザインも、当初は怪獣然としたものであったが、円谷英二の助言によりコミカルなものとなった。
東宝で本多猪四郎監督らの助監督を務めた谷清次が、円谷プロに招かれ本編監督を務めている。円谷プロは同時期にTBSで『ウルトラファイト』を制作放映していたが、視聴率は『ウルトラファイト』の圧勝だった。谷は『ウルトラファイト』の演出も務めていたが、これに日本テレビが「同じプロダクションの番組で、向こうのほうが視聴率がよくて、しかも同じ人間がどちらも監督しているとはどういうことか」と激怒。日本テレビの抗議を受け、やむなく谷は本作品の監督を降板したという。
企画時のタイトルは、『快獣町0（ゼロ）番地』であった。
キャラクターのスーツは開米プロが制作し、頭部はポリ成形となっている。ゲスト出演したスーツアクターの中島春雄によれば、ぬいぐるみ役者には肌色のジャージが支給されたといい、中島は東宝撮影所でそれを着ていたら女優に裸と見間違えられたことを述懐している。

## 放送日程
- 読み上げはチビラ役の雷門ケン坊が担当。
- サブタイトル部は6パターンあり、「その1」はチビラ、「その2」はポチポチ、「その3」はパパゴン、「その4」はママゴン、「その5」はゴルバ、「その6」はガキンコがそれぞれ描かれている。
- エンドカードは一貫してトラベルマシンが描かれているが、「その1」から「その5」までは下に「つづく」、「その6」は下に「おわり」、さらにその下に「ではまた来週」と書かれている。そして「その6」のみケン坊のナレーションで「では、また来週をお楽しみに」と締める。

| 話数 | 制作 No | 放送日                  | サブタイトル                  | 脚本            | 監督       |
| ---- | ------- | ----------------------- | ----------------------------- | --------------- | ---------- |
| 1    | 3       | 1970年 3月30日 - 4月4日 | 快獣町だよお客さん!           | 藤川桂介        | 木俣和夫   |
| 2    | 5       | 4月6日 - 4月11日        | ウッシッシ帰さないぞ          | 藤川桂介        | 鈴木俊継   |
| 3    | 2       | 4月13日 - 4月18日       | ユミちゃんの写真がほしいよン! | 浪江志摩        | 鈴木俊継   |
| 4    | 1       | 4月20日 - 4月25日       | ハートがモヨモヨン!           | 藤川桂介        | 木俣和夫   |
| 5    | 7       | 4月27日 - 5月2日        | 快獣町からサヨウナラ          | 藤川桂介        | 安藤達己   |
| 6    | 8       | 5月4日 - 5月9日         | 家出しちゃおっと!             | 田村丸          | 安藤達己   |
| 7    | 6       | 5月11日 - 5月16日       | チビラの星                    | 市川由実        | 鈴木俊継   |
| 8    | 4       | 5月18日 - 5月23日       | ゴルバ様只今参上!             | 浪江志摩        | 木俣和夫   |
| 9    | 10      | 5月25日 - 5月30日       | 御先祖様をぶっとばせ!         | 藤川桂介        | 吉冨友也   |
| 10   | 9       | 6月1日 - 6月6日         | こんにちは“ピッピー”          | 加恵雅子        | 吉冨友也   |
| 11   | 11      | 6月8日 - 6月13日        | 決戦ゴルバヶ原                | 浪江志摩        | 谷清次     |
| 12   | 14      | 6月15日 - 6月20日       | 夢は恐いよ                    | 田村丸          | 安藤達己   |
| 13   | 12      | 6月22日 - 6月27日       | 宇宙から来た暴れん坊          | 藤川桂介        | 谷清次     |
| 14   | 19      | 6月29日 - 7月4日        | 海から現れた宝物              | 藤川桂介        | 安藤達己   |
| 15   | 15      | 7月6日 - 7月11日        | おいら、ロボットゲバゴロー!   | 近藤正          | 鈴木俊継   |
| 16   | 16      | 7月13日 - 7月18日       | うそつきゴルバ!               | 小柳孟仙        | 鈴木俊継   |
| 17   | 17      | 7月20日 - 7月25日       | チビラガキンコ大決戦!         | 藤川桂介        | 満田かずほ |
| 18   | 13      | 7月27日 - 8月1日        | 月から来たお姫さま!           | 田村丸          | 谷清次     |
| 19   | 20      | 8月3日 - 8月8日         | 宇宙タレントやあーい!         | 藤川桂介        | 谷清次     |
| 20   | 18      | 8月10日 - 8月15日       | オトヒメさま好き!             | 近藤正 安藤豊弘 | 満田かずほ |
| 21   | 22      | 8月17日 - 8月22日       | ミミーのしんじゅ!             | 加恵雅子        | 吉冨友也   |
| 22   | 21      | 8月24日 - 8月29日       | 真赤な蝶々が飛んでたよ!       | 吉冨友也        | 吉冨友也   |
| 23   | 23      | 8月31日 - 9月5日        | 快獣天国売出し中              | 藤川桂介        | 鈴木俊継   |
| 24   | 24      | 9月7日 - 9月12日        | やったぜ!! ハレハレ           | 安藤豊弘        | 鈴木俊継   |
| 25   | 25      | 9月14日 - 9月19日       | ドロンドロン騒動記            | 上原正三        | 安藤達己   |
| 26   | 26      | 9月21日 - 9月26日       | 太陽が爆発したぞ!             | 藤川桂介        | 安藤達己   |
| 27   | 27      | 9月28日 - 10月3日       | 貧乏バンザイ!                 | 藤川桂介        | 満田かずほ |
| 28   | 28      | 10月5日 - 10月10日      | ゴルバのドケチ!               | 浪江志摩        | 満田かずほ |
| 29   | 29      | 10月12日 - 10月17日     | 雪を降らせる少女              | 藤川桂介        | 鈴木俊継   |
| 30   | 30      | 10月19日 - 10月24日     | ゴルバの復讐大作戦!           | 近藤正          | 鈴木俊継   |
| 31   | 31      | 10月26日 - 10月31日     | 勲章が欲しいんだ!             | 藤川桂介        | 谷清次     |
| 32   | 32      | 11月2日 - 11月7日       | 快獣ランドの魔法使い!         | 安藤豊弘        | 谷清次     |
| 33   | 33      | 11月9日 - 11月14日      | ハッタルやったる騒動記!       | 上原正三        | 安藤達己   |
| 34   | 34      | 11月16日 - 11月21日     | 帰ってきたナンジャー!         | 藤川桂介        | 安藤達己   |
| 35   | 35      | 11月23日 - 11月28日     | 快傑三角ずきん                | 藤川桂介        | 満田カズホ |
| 36   | 36      | 11月30日 - 12月5日      | おひげがデレレン              | 浪江志摩        | 満田カズホ |
| 37   | 37      | 12月7日 - 12月12日      | オバケ風船は飛ばないよ        | 若槻文三        | 鈴木俊継   |
| 38   | 38      | 12月14日 - 12月19日     | 勉強ロボットをやっつけろ!     | 安藤豊弘        | 鈴木俊継   |
| 39   | 39      | 12月21日 - 12月26日     | オイラ正義の宇宙人            | 田村丸          | 谷清次     |
| 40   | 43      | 12月28日 - 1971年1月2日 | みんなみんな夢の中            | 藤川桂介        | 満田カズホ |
| 41   | 45      | 1月4日 - 1月9日         | ゴロゴロ様お疲れ様!           | 藤川桂介        | 鈴木俊継   |
| 42   | 41      | 1月11日 - 1月16日       | ほらふき騎士の冒険!           | 藤川桂介        | 安藤達己   |
| 43   | 40      | 1月18日 - 1月23日       | 喧嘩、けんか、ケンカ!!        | 藤川桂介        | 谷清次     |
| 44   | 42      | 1月25日 - 1月30日       | 空気が無くなる日              | 田村丸          | 安藤達己   |
| 45   | 44      | 2月1日 - 2月6日         | 退屈なんだわサ!               | 藤川桂介        | 満田カズホ |
| 46   | 46      | 2月8日 - 2月13日        | 皆んな死んじゃった!           | 藤川桂介        | 鈴木俊継   |
| 47   | 47      | 2月15日 - 2月20日       | 不思議な薬ヒックパッパ!       | 浪江志摩        | 東條昭平   |
| 48   | 49      | 2月22日 - 2月27日       | めっちゃら、くちゃら騒動記!   | 上原正三        | 安藤達己   |
| 49   | 51      | 3月1日 - 3月6日         | いじわるババヤン              | 安藤豊弘        | 満田カズホ |
| 50   | 50      | 3月8日 - 3月13日        | ヤッホー地球だぞ!             | 藤川桂介        | 安藤達己   |
| 51   | 52      | 3月15日 - 3月20日       | トラベル・マシンが完成したぞ! | 藤川桂介        | 満田カズホ |
| 52   | 59      | 3月22日 - 3月29日       | 雪山・大混戦!                 | 藤川桂介        | 鈴木俊継   |
| 53   | 53      | 3月29日 - 4月3日        | ハッタル一家行方不明!         | 藤川桂介        | 鈴木俊継   |
| 54   | 54      | 4月5日 - 4月10日        | チビラと三人の盗賊            | 若槻文三        | 鈴木俊継   |
| 55   | 55      | 4月12日 - 4月17日       | 原人ピピとペペの物語!         | 若槻文三        | 安藤達己   |
| 56   | 57      | 4月19日 - 4月24日       | おばけ星旅行記!               | 若槻文三        | 大木淳     |
| 57   | 60      | 4月26日 - 5月1日        | 雪とガキンコ                  | 若槻文三        | 鈴木俊継   |
| 58   | 61      | 5月3日 - 5月8日         | 祭だ、太鼓だ、お神輿だ!       | 田村丸          | 安藤達己   |
| 59   | 56      | 5月10日 - 5月15日       | 君にも天使が見えたかい!       | 藤川桂介        | 安藤達己   |
| 60   | 62      | 5月17日 - 5月22日       | 変てこりんなお話              | 藤川桂介        | 安藤達己   |
| 61   | 63      | 5月24日 - 5月29日       | 洞窟の秘密!                   | 近藤正          | 谷清次     |
| 62   | 48      | 5月31日 - 6月5日        | 狼がやって来た!               | 藤川桂介        | 東條昭平   |
| 63   | 64      | 6月7日 - 6月12日        | ポチポチの変身術!             | 藤川桂介        | 谷清次     |
| 64   | 58      | 6月14日 - 6月19日       | 素敵なアンドロさん!           | 藤川桂介        | 大木淳     |
| 65   | 66      | 6月21日 - 6月26日       | ガキンコの母さんヤーイ!       | 若槻文三        | 満田カズホ |
| 66   | 67      | 6月28日 - 7月3日        | 快獣町は大騒動!!              | 近藤正          | 鈴木俊継   |
| 67   | 65      | 7月5日 - 7月10日        | いじわる大作戦!               | 安藤豊弘        | 満田カズホ |
| 68   | 69      | 7月12日 - 7月17日       | レインボーちゃん              | 上地ちづ子      | 安藤達己   |
| 69   | 71      | 7月19日 - 7月24日       | ナンカ変だなッ!               | 丘旭            | 満田カズホ |
| 70   | 70      | 7月26日 - 7月31日       | 燃えてしまったお爺さん        | 藤川桂介        | 安藤達己   |
| 71   | 72      | 8月2日 - 8月7日         | ガーオのたくらみ              | 藤川桂介        | 満田カズホ |
| 72   | 74      | 8月9日 - 8月14日        | 空飛びフライヤー              | 藤川桂介        | 鈴木俊継   |
| 73   | 68      | 8月16日 - 8月21日       | 狸殿下の結婚式!               | 藤川桂介        | 鈴木俊継   |
| 74   | 73      | 8月23日 - 8月28日       | ポチポチ保安官と大怪獣        | 若槻文三        | 鈴木俊継   |
| 75   | 75      | 8月30日 - 9月4日        | 行こう! 南の島へ              | 若槻文三        | 満田カズホ |
| 76   | 76      | 9月6日 - 9月11日        | 南の島の珍道中                | 藤川桂介        | 満田カズホ |
| 77   | 77      | 9月13日 - 9月18日       | たすけて!                     | 若槻文三        | 安藤達己   |
| 78   | 78      | 9月20日 - 9月25日       | サヨナラチビラくん            | 藤川桂介        | 安藤達己   |

## 放送局
- 日本テレビ（制作局）：月曜 - 土曜 8:05 - 8:20（本放送）、月曜 - 土曜 17:30 - 17:45（再放送）
- 山形放送：月曜 - 金曜 11:00 - 11:15（本放送）、月曜 - 金曜 16:45 - 17:00（再放送）[21]
- テレビ岩手：月曜 - 土曜 8:05 - 8:20 [22]
- 福島テレビ：月曜 - 金曜 17:00 - 17:15 [23]

## 漫画
- よいこ　1970年5月号 - 　宮坂栄一
- 幼稚園　1970年5月号 - 　太田じろう
- 小学一年生　1970年6月号 - 1971年10月号　太田じろう

## その他
- 最終話のオープニングのみ現存しておらず、チャンネルNECOでの再放送時はノンテロップのものが代わりに放送された。
- 漫画『ウルトラマン超闘士激伝』 では本作品に登場した怪獣がモブキャラの観客として描かれている。